# Szczęście (film 1965)
Szczęście (fr. Le bonheur) – francuski dramat psychologiczny z 1965 roku w reżyserii Agnès Vardy, nakręcony na podstawie jej autorskiego scenariusza. Zdjęcia kręcono w Paryżu oraz w departamentach Hauts-de-Seine (Fontenay-aux-Roses) i Dolina Marny (Créteil, Vincennes).

## Opis fabuły
Głównym bohaterem filmu jest François (Jean-Claude Druout), stolarz wiodący szczęśliwe życie u boku swej żony Thérèse (Claire Druout), z którą ma dwoje dzieci. Gdy jednak François wdaje się w romans z poznaną podczas wyjazdu służbowego Émilie i zwierza się żonie ze zdrady małżeńskiej, ta popełnia samobójstwo.

## Recepcja
Szczęście było filmem swego czasu gorąco dyskutowanym, wykpionym przez „janczarów” z czasopisma „Cahiers du cinéma” i niezrozumianym przez feministki drugiej fali, które w momencie premiery oskarżały Vardę o utrwalanie patriarchalnej dominacji nad kobietami. Dopiero po latach dostrzeżono „wizualną ironię” dzieła. Podkreślała ją dodatkowo muzyka Mozarta, wzmacniająca tragizm dalszych losów rodziny . 
Jonathan Rosenbaum z pisma „Chicago Reader” określił Szczęście mianem filmu „pięknego i odrażającego”, a zarazem „jednej z najlepszych i najbardziej interesujących fabuł” reżyserki . Dzieło Vardy otrzymało Srebrnego Niedźwiedzia – Nagrodę Specjalną Jury na 15. MFF w Berlinie oraz Nagrodę im. Louis Delluca.